# Далгети
Далге́ти — городок в Австралии, располагающийся в Новом Южном Уэльсе на берегу реки Сноуи между Мельбурном и Сиднеем. Он располагается на том месте, которое некогда являлось речной переправой, лежащей на дороге от Гипсленда к горам Сноуи начиная с 1840-х годов.

## История
Первое образовавшееся на настоящей территории города поселение, известное как Баклис Кроссинг в честь Эдварда Бакли, который основал эту ферму рядом с речной переправой, образовалось в 1832 г. (позже оно будет переименовано в Барнс Кроссинг и станет важным поселением, располагающимся вдоль дороги между Гиппслендом, Виктория и Сноуи Маунтинс, Новый Южный Уэльс). В 1874 г. поселение было названо Далгети в честь девичьей фамилии жены инспектора Дж. Р. Кэмпбэлла.
В то время население города составляло 23 человека. Католическая школа открылась в 1874 г. для обучения ирландских детей золотоискателей; мост через реку был построен в 1888 г.
Позднее город стал местом встречи колонизаторов и местных аборигенов, у которых был лагерь, располагавшийся вдоль берега реки и по дороге к Сноуи Маунтинс. Аборигены Тауа и Нджариджо жили в окрестностях поселения сезонно.

### Выбор места для национальной столицы
В 1903 г. Федеральная Королевская комиссия включила Далгети в список потенциальных локаций для столицы Австралии. Выбор обуславливался некоторыми критериями (например, климат местности, обеспеченность продуктами питания, собственничество земель и возможность поддержки основных отраслей промышленности, что формально закрепилось благодаря Акту заседания правительства от 1904 года). Позже, в ближайшие года после принятия акта решение было оспорено Парламентом Нового Южного Уэльса, который утверждал, что Далгети располагался слишком близко к Мельбурну и слишком далеко от Сиднея. Более убедительным возражением являлось дальнее расположение населенного пункта от железнодорожных путей между двумя городами, а также затраты денежных средств на её постройку.
Данные возражения были учтены следующим Актом правительственного заседания от 1908 года, предписывающего отказ от возможного места образования национальной столицы в пользу города Канберра.

## География
Располагаясь на равнине Монаро рядом с горой Сноуи, Далгети является относительно сухим местом, имеющим в составе своих почв гранитные валуны, разбросанные по ландшафту. Город зависит от воды реки Сноуи. В октябре 2007 г. Департамент воды и энергии Нового Южного Уэльса рекомендовал повысить уровень воды благодаря близлежащему озеру Джиндабайн, сделанному руками человека, для того чтобы жители смогли импортировать из неё воду.